# 関根町
関根町（せきねまち）は、群馬県前橋市の地名。関根町と関根町一丁目から関根町三丁目までがある。郵便番号は371-0047 。面積は1.45km2(2013年現在)。

## 地理
利根川左岸に位置している。

### 河川
- 利根川
- 広瀬川
- 桃ノ木川
- 細ヶ沢川

## 歴史
江戸時代頃からある地名であり、前橋藩領だった。

### 年表
- 1889年4月1日 町村制施行により田口村は上小出村、下小出村、北代田村、下細井村、上細井村、龍蔵寺村、青柳村、日輪寺村、川端村、荒牧村、川原島新田村、関根村と合併し南勢多郡南橘村が成立する。
- 1896年4月1日 郡統合（南勢多郡と東群馬郡の統合）により南橘村は勢多郡に所属する。
- 1954年9月1日 勢多郡南橘村は前橋市に編入合併する。そのため前橋市関根町となる。
- 1983年 一部が荒牧町4丁目となり、荒牧町、川原町と関根町の各一部が合併し、関根町3丁目が成立する。

## 世帯数と人口
2017年（平成29年）8月31日現在の世帯数と人口は以下の通りである。
| 丁目・町丁   | 世帯数    | 人口    |
| ------------ | --------- | ------- |
| 関根町       | 238世帯   | 493人   |
| 関根町一丁目 | 198世帯   | 484人   |
| 関根町二丁目 | 443世帯   | 1,049人 |
| 関根町三丁目 | 558世帯   | 1,174人 |
| 計           | 1,437世帯 | 3,200人 |

## 小・中学校の学区
市立小・中学校に通う場合、学区は以下の通りとなる。
| 丁目・町丁   | 番地                   | 小学校             | 中学校             |
| ------------ | ---------------------- | ------------------ | ------------------ |
| 関根町       | 一部（国道17号線以西） | 前橋市立荒牧小学校 | 前橋市立南橘中学校 |
| 関根町       | 一部（国道17号線以東） | 前橋市立桃川小学校 | 前橋市立南橘中学校 |
| 関根町一丁目 | 全域                   | 前橋市立桃川小学校 | 前橋市立南橘中学校 |
| 関根町二丁目 | 全域                   | 前橋市立荒牧小学校 | 前橋市立南橘中学校 |
| 関根町三丁目 | 全域                   | 前橋市立荒牧小学校 | 前橋市立南橘中学校 |

## 交通

### 鉄道
鉄道駅がない。

### バス
関越交通(前橋駅～渋川駅),(前橋駅～総合スポーツセンター)

### 道路
国道の国道17号がある。

## 施設
- 群馬県総合スポーツセンター
- 関根公園